# Eucrostes rhodophthalma
Eucrostes rhodophthalma là một loài bướm đêm trong họ Geometridae.